# New York University College of Arts and Science
La New York University College of Arts and Science (CAS), fondée en 1832, est la plus ancienne faculté de l'Université de New York. Elle est située sur le campus Washington Square Village et ses bureaux administratifs sont au Silver Center, à New York.

## Histoire
L'histoire du College of Arts and Science commence avec la fondation de l'université elle-même, en 1831, par un groupe d'éminents New-Yorkais (dont Albert Gallatin, un membre du cabinet de Thomas Jefferson.)
Depuis ses débuts, l'université s'est concentrée sur l'enseignement de sujets classiques et pragmatiques, comme les langues, les sciences, la technologie et l'agriculture. Les étudiants avaient le choix entre suivre un cursus menant à un diplôme ou seulement assister à certains cours, en auditeur libre, sans avoir la contrainte des examens. En 1832, le CAS a tenu ses premiers cours dans des pièces louées au Clinton Hall. En 1833, les travaux de construction du Old University Building ont débuté. Il s'agissait d'un grand bâtiment gothique qui devait abriter tous les services de l'université. Ils[Qui ?] prirent possession du bâtiment deux années plus tard et firent connaissance avec leur environnement du Village. Le bâtiment original a été remplacé par une nouvelle structure en 1906 : le Main Building. Ce bâtiment a été rebaptisé "Silver Center" en 2002, du nom de Julius Silver, un ancien élève diplômé du CAS en 1922, qui a légué 150 millions de dollars à la faculté.
À l'image de l'Université de Londres, le College of Arts and Science est laïque, contrairement à l'Université Columbia qui a eu l'appui de l'église Anglicanne et qui avait un cursus de théologie. Le CAS était censé éduquer les jeunes hommes sélectionnés pour un coût raisonnable grâce aux financements privés obtenus par la vente d'actions. Cette méthode de financement permettait également de garantir l'indépendance du College vis-à-vis des groupes religieux. Malgré le fait que l'université ait été conçue pour être ouverte à tous les hommes indépendamment de leur milieu d'origine, les premières promotions étaient composées presque exclusivement de fils de riches familles protestantes de New York.